# Alfred Leblanc
Alfred Leblanc (ur. 13 kwietnia 1869 w Paryżu, zm. 22 listopada 1921 w Paryżu) – francuski pionier lotnictwa.

## Życiorys
W 1888 został mianowany dyrektorem technicznym w odlewni cynku i ołowiu oraz walcowni Victora Bidault. Należał do najstarszego towarzystwa gimnastycznego w Paryżu, interesował się lotnictwem. Odnosił sukcesy w wyścigach organizowanych przez Aéro-Club de France zajmując 2. miejsce w 1906 roku.
W 1909 roku był organizatorem przelotu Louisa Blériota przez kanał La Manche. Trzykrotnie zajmował drugie miejsce w Pucharze Gordona Bennetta w 1907, 1909 i 1912 roku. 16 grudnia 1909 roku otrzymał licencję pilota, która nosiła numer 17.
W 1910 roku Leblanc lecąc samolotem Blériot XI wygrał Circuit de l'Est  pokonując 805 km w 12 godzin, 1 minutę i 1 sekundę, ze średnią prędkością 66,99 km/h. Dzięki zwycięstwu został zakwalifikowany do reprezentacji Francji w odbywającym się w Nowym Jorku Gordon Bennett Airplane Race Cup, który odbył się w październiku 1910 roku. W ostatnim okrążeniu prowadził, ustanawiając rekord przelotu, ale miał wypadek i nie wygrał wyścigu.
W czasie I wojny światowej objął stanowisko dyrektora generalnego fabryki Blériot w Suresnes.
Od 9 października 1919 roku pełnił funkcję prezesa Chambre Syndicale des Industries Aeronautiques (Izby Przemysłowej Lotnictwa). 2 grudnia 1920 roku został oficerem Legii Honorowej. W 1920 roku ożenił się ze śpiewaczką operową Julienne Marchal. Zmarł w Paryżu i został pochowany na cmentarzu Père-Lachaise.

## Odznaczenia
- 1920: Oficer Legii Honorowej[13]

## Upamiętnienie
- 1953: Rada Miasta Beauvais nadała jednej z ulic imię A. Leblanca, upamiętniając fakt spędzenia przez niego młodości w Bauvais. Mieszkał on w pobliskim  Allonne, które również nadało jego imię ulicy noszącej wcześniej nazwę Pissevin[17].